# المادة 370 من الدستور الهندي

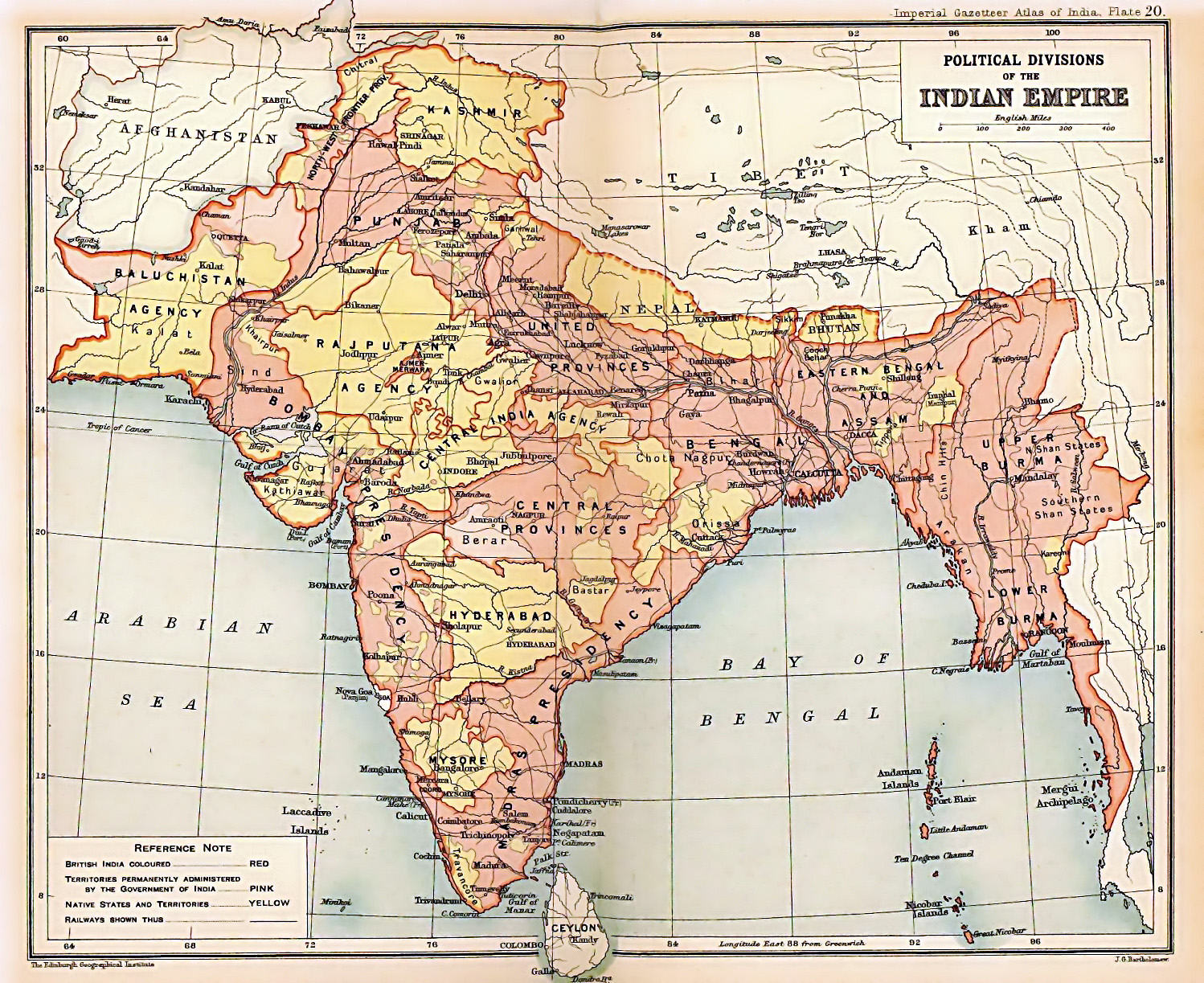

تمنح المادة 370 من الدستور الهندي منطقة جامو وكشمير وضعا خاصا مما يتيح لها الحصول على دستور منفصل وعلم دولة والاستقلال الذاتي في الإدارة الداخلية للدولة. كانت موجودة حتى عام 2019، عندما تم إلغاؤها.

## انظر أيضَا
- نزاع كشمير

## روابط خارجية
- "Full text of the article" (PDF). مؤرشف من الأصل (PDF) في 2013-07-08. اطلع عليه بتاريخ 2006-05-30.   (387 KB)
- "Full text of Constitution of Jammu and Kashmir" (PDF). مؤرشف من الأصل في 2020-10-06.
- "The Constitution (Application to Jammu and Kashmir) Order, 1950" (PDF). Government of Jammu and Kashmir. مؤرشف من الأصل (PDF) في 2021-03-10. اطلع عليه بتاريخ 2017-05-11.
- "The Constitution (Application to Jammu and Kashmir) Order, 1954" (PDF). Government of Jammu and Kashmir. مؤرشف من الأصل (PDF) في 2021-03-21. اطلع عليه بتاريخ 2017-05-11.
- "The Constitution (Application to Jammu and Kashmir) Order, 2019 c.o. 272" (PDF). Government of India. مؤرشف من الأصل (PDF) في 2021-05-05. اطلع عليه بتاريخ 2019-08-05.
- "Declaration under Article 370 (3) of The Constitution, 2019 c.o. 273" (PDF). Government of India. مؤرشف من الأصل (PDF) في 2021-05-05. اطلع عليه بتاريخ 2019-08-06.
- تقرير لجنة الدولة للحكم الذاتي، 2000 ، مؤتمر جامو وكشمير الوطني.